# Vulnerable
Vulnerable – siódmy album Tricky’ego, wydany w 2003 roku. Wraz z nim w nagraniu albumu wzięła udział włoska wokalistka Constanza Francavilla.

## Lista utworów
1. „Stay”
2. „Anti-Matter”
3. „Ice Pick”
4. „Car Crash”
5. „Dear God”
6. „How High”
7. „What Is Wrong”
8. „Hollow”
9. „Moody”
10. „Wait for God”
11. „Where I'm From”
12. „The Lovecats”
13. „Search, Search, Survive”

## Limited Edition DVD
1. Vulnerable movie
2. „Antimatter” (Jimmy & T Remix)
3. „Receive Us” (Radagon & Tricky)
4. „You Don't Wanna” (live in Rome)
5. Photo Gallery